# Dompierre-aux-Bois
Dompierre-aux-Bois – miejscowość i gmina we Francji, w regionie Grand Est, w departamencie Moza. Nazwa miejscowości pochodzi od imienia św. Piotra.
Według danych na rok 1990 gminę zamieszkiwało 51 osób, a gęstość zaludnienia wynosiła 6 osób/km² (wśród 2335 gmin Lotaryngii Dompierre-aux-Bois plasuje się na 994. miejscu pod względem liczby ludności, natomiast pod względem powierzchni na miejscu 708.).